# Euro Akademie Hamburg
Die Euro Akademie Hamburg (bis 2014 Hamburger Fremdsprachen- und Wirtschaftsschule GmbH – HFS) ist eine private Bildungseinrichtung in der Hamburger City Süd. Es werden gegenwärtig Ausbildungen aus dem Bereich Wirtschaft & Management, Fremdsprachen & Internationales und Pädagogik & Soziales angeboten. Die Schule wurde bereits 1936 gegründet, firmierte damals aber unter dem Namen „Hamburger Fremdsprachenschule“ als reine Dolmetscherschule. Die Schule gilt als Deutschlands ältestes und zeitweise auch größtes Institut für die Ausbildung von Übersetzern und Dolmetschern. Heute ist die Euro Akademie Hamburg Mitglied der ESO Education Group. Die ESO Education Group ist einer der größten privaten Bildungsträger in ganz Deutschland.  

## Geschichte
Die HFS wurde 1936 vom Ehepaar Carl und Elsbeth Zander als reine Dolmetscherschule gegründet (Hamburg-Uhlenhorst, Carlstr. 38). Beide Gründer waren vor der HFS bei den Berlitz Sprachschulen angestellt. Schnell stieg die „Schülerzahl ins Ungeheuerliche“, so dass es notwendig wurde ein Internat zu errichten. Jüdische Schüler konnten auch nach 1938 ihr Studium beenden, obwohl dies gesetzlich verboten war. Bis 1943 konnten alle amerikanischen, britischen und "halbjüdischen" Mitarbeiter weiterhin bei der HFS arbeiten. Erst dann wurde die Schule von der Gestapo geschlossen, nachdem bereits mehrere Durchsuchungen stattgefunden hatten. Carl Zander zitierte in Unterlagen einen Gestapo-Mitarbeiter, dass „der jüdische Laden [...] dicht gemacht werden müsse“. Beim Bombardement auf Hamburg im gleichen Jahr wurden alle drei Schulinternate zerstört.
Als erstes deutsches Dolmetscherinstitut konnte die HFS am 15. September 1945 wieder öffnen, nachdem im Rahmen der britischen Entnazifizierung mehrere amerikanische, britische, jüdische und (bereits entnazifizierte) deutsche Zeugen für Carl Zanders Ruf garantiert hatte. Im März 1950 wurde eine Kinderkrippe für alleinerziehende Schülerinnen eingerichtet. 1952 betrug die Anzahl der Schüler fast 1000 (knapp zwei Drittel weiblich), von denen sich 40 % auf die IHK-Prüfung vorbereiteten. Nach dem Tod Carl Zanders 1956 und seiner Frau bereits zwei Jahre vorher, übernahm die langjährige Mitarbeiterin Annemarie Lüders die Leitung, die wiederum 1969 vom Südafrikaner John Lewis abgelöst wurde. Die HFS bot in den 1970er Jahren verstärkt Sprachunterricht und Abendschulkurse an. Vor allem der Kurs Deutsch für Ausländer erfreute sich unter den Gastarbeitern großer Beliebtheit. Trotz stets erfolgreicher Resultate der Schüler bei den IHK-Prüfungen verweigerte die sozialdemokratische Hamburger Stadtregierung der HFS die staatliche Anerkennung, was den Stellenwert der privaten HFS-Diplome demjenigen staatlicher Diplome angeglichen hätte. Diesen Status konnte die HFS erst erreichen, nachdem die CDU 2001 im Hamburger Senat Regierungsverantwortung erlangte. In den späten 1970er Jahren übernahm der Gründer der Euro-Schulen-Organisation GmbH Pierre Semidei das Eigentumsrecht an der HFS. Anfang der achtziger Jahre waren Absolventen privater und nicht-akademischer Ausbildungen zum Dolmetscher immer weniger gefragt. Die Qualifikation zum Dolmetscher wurde komplett in die Universitäten übertragen, wo sich die Übersetzungswissenschaft bereits etabliert hat. Die HFS verlagerte ihr Angebot für die damals 500 Schüler daraufhin auf die Ausbildungen zum Fremdsprachenkorrespondenten und zum Europasekretär. 1993 gründete die HFS als Schwesterninstitut das Euro Business College (EBC), an dem das Privatstudium zum Europa-Betriebswirt angeboten wurde. Seit August 2012 leitete Astrid Lange die Schule, bei der aktuell ca. 120 Schüler angemeldet sind. Die Leitung übernahm im Dezember 2021 ihre Nachfolgerin Gaëlle Bourgeois, die zuvor stellvertretende Schulleiterin war.
Seit dem Jahr 2015 gehört die Schule unter dem Namen Euro Akademie Hamburg zur ESO Education Group.

## Ausbildung
Folgende Ausbildungsgänge werden derzeit bei der Euro Akademie Hamburg angeboten:
Kaufmännisch-fremdsprachliche Ausbildungen:
- Fremdsprachenkorrespondent

Wirtschaft & Management: 
- Kaufmännischer Assistent
- International Administration Manager ESA

Pädagogik und Soziales: 
- Erzieher
- Sozialpädagogischer Assistent

## Kooperationen
Aktuell existieren Kooperationen mit folgenden Universitäten:
- New College Durham, UK
- University of Central Lancashire, Preston, UK
- Griffith College Dublin, IRL
- International College of Management, Sydney, AU